# Fonogram díj az év hazai felfedezettjének
A Fonogram díj az év hazai felfedezettjének elismerést 1993 óta osztják ki (2003-ig Arany Zsiráf díj néven) évente a zenei élet területén dolgozó szakemberekből álló zsűri döntése alapján. A kategóriába olyan előadó/produkció/zenekar nevezhető, aki/amely az adott nevezési időszakban megjelent zenei produkciójával (hangfelvétel, videóklip, koncert stb.) kiemelkedő eredményt, szakmai vagy közönségsikert könyvelhetett el. A díjat egy adott formáció egy alkalommal nyerheti meg, ám amíg nem nyeri meg, addig a következő év(ek)ben szabadon újra nevezhető az egyéb feltételek (hangfelvétel megjelenése) teljesülése esetén.

## Arany Zsiráf díj
| Év   | Előadó                  | Munka                   | Kiadó                   | Jelöltek | For. |
| ---- | ----------------------- | ----------------------- | ----------------------- | --- | ---- |
| 1993 | Rapülők                 | Rapülők                 | Magneoton               | - After Crying - Megalázottak és megnyomorítottak (EMI-Quint) - Gerendás Péter - 908 (Hungaroton-Gong) - Kortársak - Hátsó ajtó a mennyországba (Hungaroton-Gong) - Sex Axtion - Sex Action (Nagyferó Produkció) |      |
| 1994 | díj nem került átadásra | díj nem került átadásra | díj nem került átadásra | díj nem került átadásra |      |
| 1995 | Kimnowak                | Tűz van, babám!         | Sony                    | - Carpe Diem - Élj a mának (Sony) - Bayer Friderika - Friderika (EMI-Quint) - Géniusz - Géniusz (Magneoton) - Irigy Hónaljmirigy - Fetrengés (Zebra)                                                             |      |
| 1996 | Nyers                   | Elmúltak a buta zenék   | BMG                     | - Animal Cannibals - Fehéren fekete, feketén fehér(Magneoton) - Judy - Vad tangó (PolyGram) - Populär - Új arcok a feszületen (BMG) - Xantus Barbara - Barbara (PolyGram)                                        |      |
| 1997 | nem adták ki a díjat    | –                       | –                       | - 4F Club - Fórefkláb (Polygram) - Lancelot - Fény és árnyék (Magneoton) - Quimby - Majomtangó (PolyGram) - Slam - Kapuk előtt (EMI-Quint) - Szerda Délután - Szerda délután (Hungaroton-Gong)                   |      |
| 1998 | Tunyogi Orsi            | Ha lemegy a nap         | Sony                    | - Baby Sisters - Jó estét nyár, jó estét szerelem (BMG) - Bársony Attila - Bársony Attila (Sony) - Publo Hunny - Definition Of Norma' Life (Magneoton) - Warpigs - Rapid (PolyGram-3T)                           |      |
| 1999 | Fekete vonat            | Fekete vonat            | EMI-Quint               | - Back II Black - Szerelembomba (Sony) - Shygys - Shygys (Magneoton) - Roy & Ádám - Tartsd életben (BMG) - V-Tech - Vétkezz velem (EMI-Quint)                                                                    |      |
| 2000 | Sub Bass Monster        | Félre az útból          | Warner Music            | - Picasso Branch - Picasso Branch (Warner Music) - Splash - Hozd el a holnapot! (BMG) - United - Az első (EMI)                                                                                                   |      |
| 2000 | Venus                   | Egy új érzés            | BMG                     | - Picasso Branch - Picasso Branch (Warner Music) - Splash - Hozd el a holnapot! (BMG) - United - Az első (EMI)                                                                                                   |      |
| 2001 | Yonderboi               | Shallow And Profound    | UCMG                    | - Besh o droM - Macsó Hímzés (Fonó Records) - Crystal - Két utazó (Sony Music) - Inflagranti - Bármit megtennék (EMI) - Romantic - Romantic (Universal Music)                                                    |      |
| 2002 | Zanzibar                | Nem vagyok tökéletes    | EMI                     | - Emil Rulez - Zazi az ágyban (MusiCDome) - Füstifecskék - Minden út romába vezet (Universal Music) - Márió - A harmonikás (EMI) - Unique - Úttalan utakon (Warner Music)                                        |      |
| 2003 | Princess                | A hegedű hercegnői      | BMG                     | - Bëlga - Majd megszokod (Crossroads) - Egyszercsak - 1 X csak (Tom-Tom Records) - Karaván és Boban Marković - Roma Flamenco (EMI) - Sugar & Spice - Sugar & Spice (Universal Music)                             |      |

## Fonogram – Magyar Zenei Díj
| Év   | Előadó            | Munka                       | Kiadó | Jelöltek | For.          |
| ---- | ----------------- | --------------------------- | --- | --- | ------------- |
| 2004 | Emilio            | Nagyon nagy világ           | | - Edvin Marton - Strings N' Beats - Kovax - Szeress nagyon - Matyi és a hegedűs - Necsi-necsi... - Supernem - Hangosabban! |               |
| 2005 | Gáspár Laci       | Hagyd meg nekem a dalt      | EMI | - Fourtissimo - Fourtissimo (Universal Music) - Oláh Ibolya - Egy sima egy fordított (Sony BMG) - Szabó Leslie - Van hová és van miért (Gold Record) - Tóth Vera - Ébren álmodom (Rózsa/Sony BMG)                                                                |               |
| 2006 | Caramel           |                             | Tom-Tom Records/Universal Music | - CH.I.P (CLS Records) - Pál Tamás (Sony BMG) - Torres Dani (Sony BMG) - Tóth Gabi (Magneoton) |               |
| 2007 | Rúzsa Magdi       | Universal Music/CLS Records | - Bartók Eszter (Tom-Tom Records) - Póka Angéla (Sony BMG) - Szabó Eszter (EMI) - Wendigo (Nail/Hammer) - Wisdom (Nail/Hammer)                    | |               |
| 2008 | Mark              | mTon                        | - Cozombolis (Universal Music) - Csézy (mTon) - Magashegyi Underground (CLS Music) - The Moog (Tom Tom Records)                                   | |               |
| 2009 | Anti Fitness Club | Magneoton                   | - Anna and the Barbies (CLS Music) - Horváth Ákos (EMI) - The Unbending Trees (Magneoton) - Turn of Mind (Hammer Music)                           | |               |
| 2010 | SP                | Gold Record                 | - Király Viktor (Magneoton) - Maszkura és a Tücsökraj (CLS Music) - Odett és a G Girlz (CLS Music) - Szirtes Edina Mókus (Sony Music)             | [ 2 ] |               |
| 2011 | Holdviola         | WM Records                  | - Compact Disco (CLS Music) - Mocsok 1 Kölyök (CLS Music) - Ocho Macho (CLS Music) - Takács Nikolas (Sony Music)                                  | [ 3 ] |               |
| 2012 | Ozone Mama        | Ozone Mama                  | - Baricz Gergő (Sony Music) - Kállay-Saunders András (Mistral Music) - Kocsis Tibor (Sony Music) - Leander (Sony Music) - Muri Enikő (Sony Music) | [ 4 ] |               |
| 2013 | ByeAlex           | CLS Music                   | - Heincz Gábor "Biga" (Magneoton) - INDIGO (Magneoton) - Ivan & The Parazol (Drum & Monkey Records) - Radics Gigi (Magneoton)                     | [ 5 ] |               |
| 2014 | Bogi              | Magneoton                   | - Cloud 9+ (Magneoton) - Deniz (Egység Média) - New Level Empire (Elephant House) - Pál Dénes (Universal Music)                                   | [ 6 ] |               |
| 2015 | Middlemist Red    | MamaZone                    | - Asphalt Horsemen (szerzői kiadás) - Mary PopKids (Fat Mopsz Kft.) - Vekonyz (Elephant House) - Zaporozsec (ko records)                          | [ 7 ] [ 8 ] |               |
| 2016 | Margaret Island   | Egyszer volt                | Gold Record | - Blahalouisiana - "Ahol összeér" / "Máshol várnak" (Gold Record) - Fehérvári Gábor Alfréd - "Mary Joe" (Mistral Music) - Horányi Juli aka YOULÏ - "Come Along" / Szerelemtől szabadon (Gold Record) - Marge - "Váratlan nyár" / "Maradj még!" (Universal Music) | [ 9 ] [ 10 ]  |
| 2017 | Lóci játszik      |                             | Prime Event Management | - Bagossy Brothers Company (Prime Event Management) - Belau (szerzői kiadás) - KIES (szerzői kiadás) - KosziJanka (Schubert Music Publishing) | [ 11 ]        |
| 2018 | Soulwave          |                             | Universal Music Hungary | - Deep Glaze (MZK Publishing) - Kollányi Zsuzsi (Magneoton) - Opitz Barbara (Gold Record) - Zävodi (Závodi Records) | [ 12 ] [ 13 ] |
| 2019 | Krúbi             |                             | Universal Music | - Aurevoir. (MZK Publishing) - AWS (EDGE Records (HMR Music Kft.)) - Follow the Flow (Supermanagement) - Mörk (Schubert Music Publishing) - Platon Karataev (szerzői kiadás)                                                                                     | [ 14 ] [ 15 ] |
| 2020 | Carson Coma       |                             | Gold Record | - Berkes Olivér (Magneoton \| My Redemption Records) - Dé:Nash (Universal Music Hungary) - DR BRS (Magneoton) - Manuel (Gold Record) | [ 16 ] [ 17 ] |
| 2021 | Dzsúdló           |                             | Supermanagement | - Antares (szerzői kiadás) - Gerendás (Universal Music Hungary) - Miller Dávid (Magneoton) - OliverFromEarth (Magneoton) | [ 18 ] [ 19 ] |
| 2022 | Zóra              |                             | szerzői kiadás | - 4s Street (Mistral Music) - Analog Balaton (szerzői kiadás) - Azahriah (Supermanagement) - Miller Dávid (szerzői kiadűs) | [ 20 ] [ 21 ] |
| 2023 | VALMAR            |                             | szerzői kiadás | - Co Lee (XLNT Records) - Hundred Sins (Universal Music/Banana Records) - Sisi (Escape Plan Recordings) - T. Danny (szerzői kiadás) - Дeva (Move Gently Records)                                                                                                 | [ 22 ]        |
| 2024 | Ótvar Pestis      |                             | Asan Budapest | - ajsa luna (New Chord Record) - Beatrick (Beatrick) - Mehringer (Szerzői kiadás) - Pogány Induló (Asan Budapest) | [ 23 ] [ 24 ] |